# ディープ・トウ
ディープ・トウは、日本の海洋科学技術センター(現:海洋研究開発機構、JAMSTEC)が開発・運用している深海曳航調査システム（Deep Ocean Floor Survey System）。数千メートルにもおよぶケーブルの先端にソーナーやカメラなどの曳航体を取り付け、海底付近を低速で曳航するシステムの総称である。

## 概要
ディープ・トウは、深海、中深層の調査、しんかい6500やその他の深海探査機のための事前調査などを行う。同機構の調査船に搭載されて調査海域まで進出し、クレーンによって海面に下ろされ調査を開始する。母船から伸びる全長数千メートルのケーブルによって低速で母船に曳航されながら調査を行う。むき出しのパイプフレームに大きな安定フィンと各種調査機材が取り付けられた構造になっており、表面を覆う外板などはない。全長3m、巾1m、高さ1mで空中重量1000kg-1350kg。
ディープ・トウにはいくつかの種類があり、複数の調査船に搭載されている。一つの特定の探査機を指す名称ではなく、一連のシリーズの名称である。
- カメラシステム
  - 「4K カメラ」ディープ・トウ（4KC）　最大運用水深4,000m
  - 「よこすか」ディープ・トウ（YKDT）　最大運用水深4,500m
  - (6KC)　最大運用水深6,000m
- ソーナーシステム
  - 「4K ソーナー」ディープ・トウ（4KS）　最大運用水深4,000m
  - 「6K ソーナー」ディープ・トウ（6KS）　最大運用水深6,000m

## 略歴
- 1983年10月 - 日本海中部地震震源域調査にて海底の地割れ、噴出物、変色を発見。
- 1985年11月 - 御巣鷹に墜落したジャンボ機、日本航空123便墜落事故の尾翼調査を相模湾で実施。
- 1987年～1988年 - 北フィジー海盆や小笠原諸島、沖縄トラフで熱水活動、熱水噴出孔生物群集を発見。
- 1997年1月～2月 - ナホトカ号重油流出事故の調査で沈没した船体を確認。
- 1999年12月 - 打ち上げに失敗し落下したH-IIロケット8号機のメインエンジンを発見。
- 2018年7月～8月 - 海底広域研究船「かいめい」による深海調査において、「ディープ・トウ」に実装された深海仕様の8Kカメラにより水深1500mの海底の撮影に成功[3]。
- 2024年6月14日 - 4月20日に発生した伊豆諸島沖海自ヘリ墜落事故において、7月から捜索に参加する予定であると発表[4][5]。